# 叙兰
叙兰（法語：Surin，法語發音：[syʁɛ̃]）是法国德塞夫勒省的一个市镇，属于帕尔特奈区。

## 地理
叙兰（46°27'38"N, 0°27'49"W）面积13.61 平方千米，位于法国新阿基坦大区德塞夫勒省，该省份为法国西部内陆省份，北起曼恩-卢瓦尔省，西接旺代省，南至夏朗德省和滨海夏朗德省，东临维埃纳省。
与叙兰接壤的市镇（或旧市镇、城区）包括：庞普利、圣韦娜。

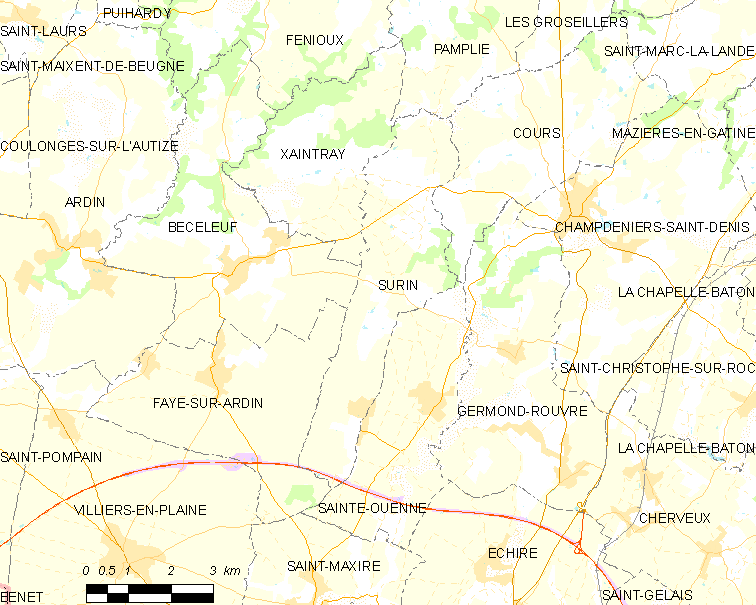
叙兰的OSM定位图

叙兰的时区为UTC+01:00、UTC+02:00（夏令时）。

## 行政
叙兰的邮政编码为79220，INSEE市镇编码为79320。

## 政治
叙兰所属的省级选区为欧蒂兹-埃格赖县。

## 人口

1962-2008年间叙兰人口变化图示

叙兰于2022年1月1日时的人口数量为649人。